# Житна-Радиша
Житна́-Радиша — село в окрузі Бановці-над-Бебравою Банськобистрицького краю Словаччини. Станом на грудень 2015 року в селі проживало 444 людей. Розташоване за 8 км від окружного центру.

## Географія
Протікає потік Омастіна.

## Населення
| Рік:            | 1994. | 2004.   | 2014.   | 2024.   |
| --------------- | ----- | ------- | ------- | ------- |
| Кількість осіб: | 475   | 458     | 454     | 436     |
| Різниця:        |       | -3,57 % | -0,87 % | -3,96 % |

| Рік:            | 2023. | 2024.   |
| --------------- | ----- | ------- |
| Кількість осіб: | 443   | 436     |
| Різниця:        |       | -1,58 % |